# سیارک ۶۷۴
سیارک ۶۷۴ (به انگلیسی: 674 Rachele، نامگذاری:1908EP) ششصد و هفتاد و چهارمین سیارک کشف شده‌است که در ۲۸ اکتبر ۱۹۰۸ و در هایدلبرگ کشف شد.
قدر مطلق سیارک برابر ۷٫۴۲ است.